# Helius rubicundus
Helius rubicundus är en tvåvingeart som först beskrevs av Alexander 1922.  Helius rubicundus ingår i släktet Helius och familjen småharkrankar. Inga underarter finns listade i Catalogue of Life.